# Cristiani di San Tommaso

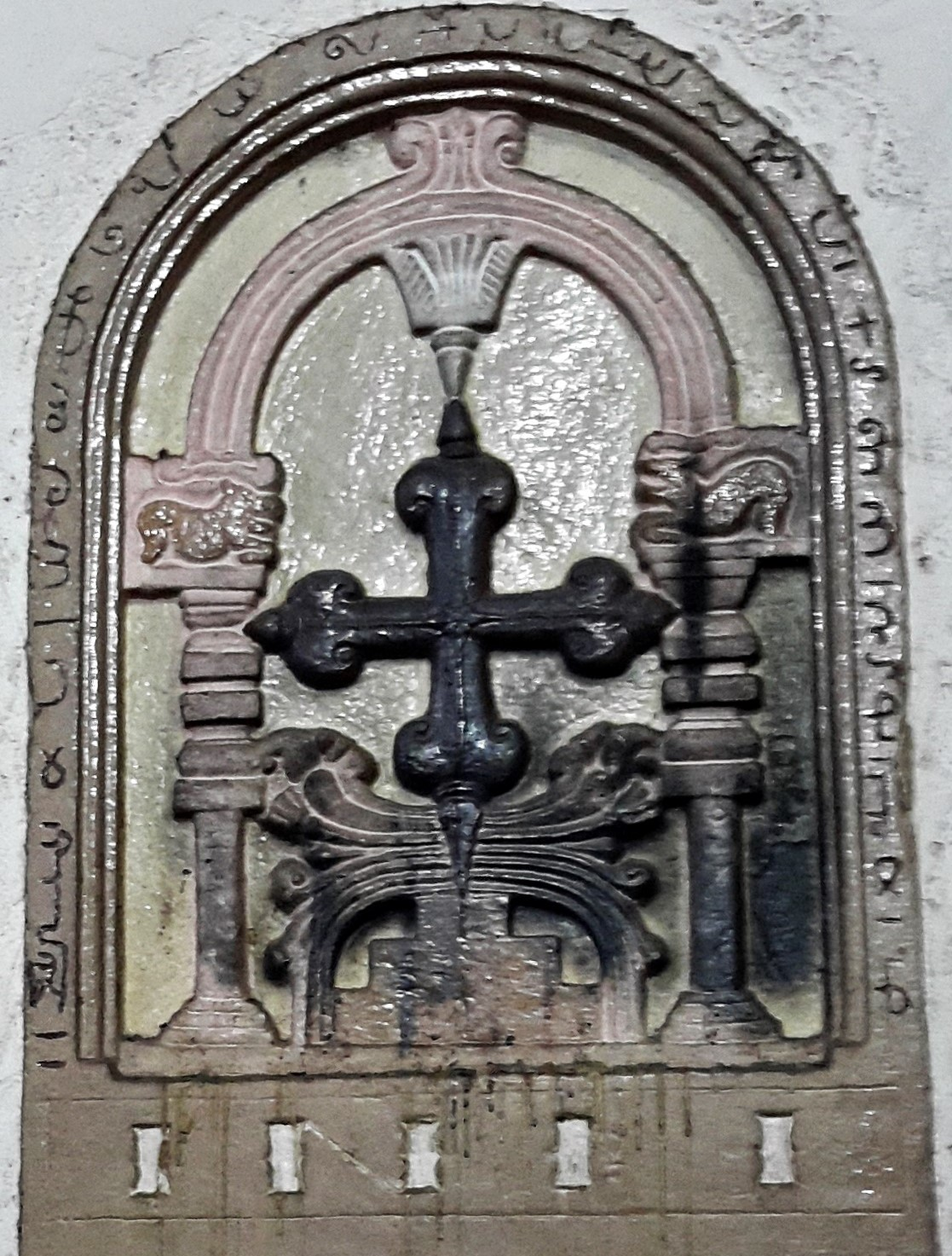
La croce di san Tommaso, simbolo dei tommasini.

I cristiani di san Tommaso, detti anche Tommasini o Nasrani, sono un insieme di comunità e di Chiese cristiane siriache distribuite nel sud-ovest dell'India (specialmente nello stato del Kerala), le cui origini risalgono ai primi tempi del cristianesimo. San Tommaso è chiamato «Mar Toma» in India.

## Nascita e diffusione del cristianesimo nell'India meridionale
Il primo testo con collegamenti a San Tommaso in India sono gli Atti di Tommaso, scritti a Edessa forse nel II secolo. Alcune fonti indiane antiche, come il Thomas Parvam (o "Canzone di Tommaso"), hanno fatto espandere ulteriormente sia la tradizione dell'arrivo dell'apostolo sia l'ampiezza dell'area interessata dalla sua predicazione.

Eusebio di Cesarea afferma che un filosofo e teologo greco antico del II secolo, Panteno, visse in una comunità cristiana in India,.

Riferimenti alla missione indiana di san Tommaso appaiono nelle opere di scrittori del III e IV secolo, tra cui Sant'Ambrogio, Gregorio di Nazianzo, San Girolamo, e Efrem il Siro. L'insieme di tutte le fonti mostra che la tradizione di san Tommaso era ben diffusa in tutto il mondo cristiano dei primi secoli.

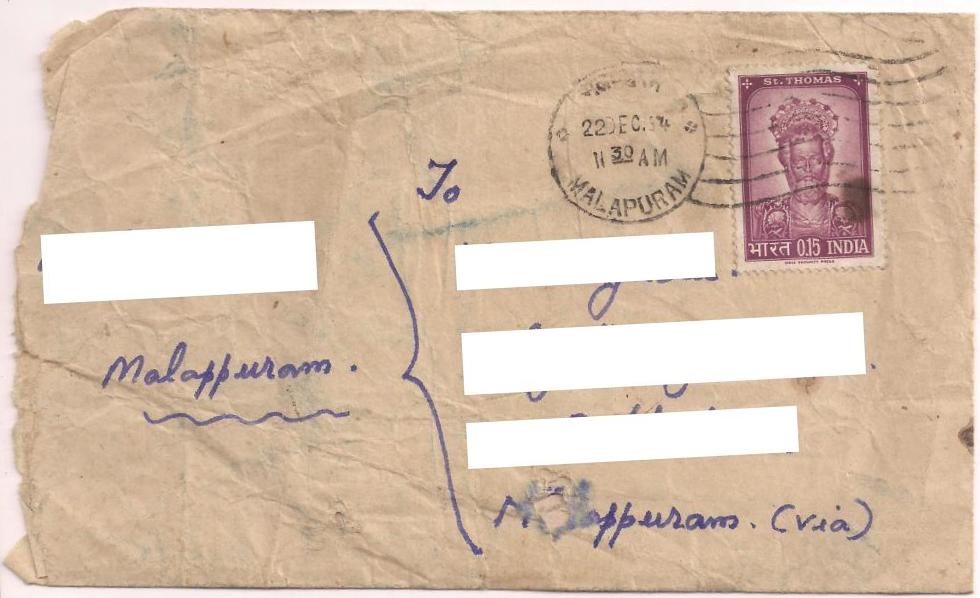
Francobollo indiano emesso in onore di san Tommaso

La più antica chiesa indiana fa risalire le proprie origini alla predicazione dell'apostolo Tommaso che, partendo dalla Mesopotamia, dove aveva fondato la prima comunità cristiana, arrivò via mare in India nell'anno 52 d.C.
Secondo la tradizione, l'apostolo sbarcò a Muziris (oggi Kodungallur), all'epoca il porto di destinazione di molte navi commerciali provenienti dall'Occidente. Da tempo viveva nella città una fiorente comunità ebraica (comunità come gli Ebrei di Cochin e i Bene Israel sono note per essere esistite in India in quel periodo). Tommaso iniziò a predicare il Cristianesimo presso di loro. Secondo la tradizione, si recò dapprima nel quartiere di Maliankara (Paravur) fondando le «Sette Chiese» (Ezharapallikal): Cranganore (malayalam:കൊടുങ്ങല്ലൂര്‍), Paravoor (Kottakavu) (:കോട്ടക്കാവ്), Palayoor (പാലയൂര്‍), Kokkamangalam (:കൊക്കമംഗലം), Niranam (:നിരണം ), Chayal (Nilackal) (:നിലക്കല്‍) e Kollam (Quilon) (:കൊല്ലം ) .
Dopo gli ebrei, furono convertiti alla nuova fede molti indiani, la maggior parte dei quali apparteneva alle caste superiori; ciò aiutò San Tommaso a proseguire l'opera di evangelizzazione verso la popolazione senza incontrare ulteriori ostacoli. Anche i primi sacerdoti provennero in gran parte dalle famiglie altolocate. La tradizione riferisce che le città del Malabar in cui San Tommaso fondò una comunità cristiana furono: Maliankara (oggi Malankara Dam), Kottaikkavu, Niranam, Kollam e Gokamangalam (oggi Kothamangalam).
Sia gli ebrei che gli indiani convertiti furono inizialmente chiamati «cristiani di san Tommaso» oppure, dalla città di Gesù, Nazaret, «Nazareni» (in lingua locale, Nazrani mahâpilla, «grandi figli nazareni», un titolo che li accomuna agli ebrei).
Secondo la tradizione, l'apostolo morì a Chennai, sulla costa orientale del subcontinente, di ritorno da un viaggio in Cina.

## Dal IV al XIV secolo

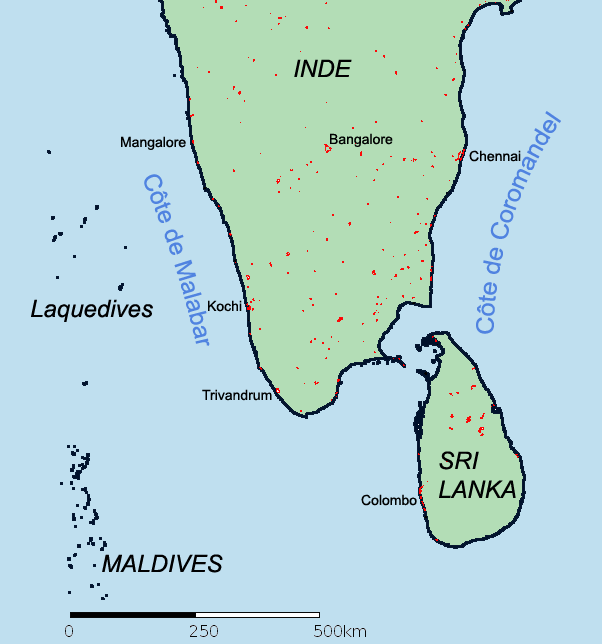
L'India del Sud. La parte occidentale è il Malabar.

La comunità dei cristiani di san Tommaso crebbe ulteriormente nel IV secolo. Nel 345 giunse a Cranganore (oggi Kodungallur) provenendo dal Vicino Oriente, Mar Thomas Cana (al secolo Thomman Knai o Kinayi, «Tommaso il Cananeo»), un giudeo cristiano di fede nestoriana. Egli fondò una vasta comunità di fedeli. Il sottogruppo dei cristiani di san Tommaso conosciuto come i Knanaya ("Sudisti") fa risalire le proprie origini direttamente a Tommaso il Cananeo, mentre il gruppo noto come i Nordisti (Nasrani) si considera discendente dai primi cristiani indiani, che si sposarono con i figli del Cananeo, avuti dalla sua concubina, o seconda moglie .
Parallelamente alla crescita della comunità, si rafforzò il legame con la Chiesa d'Oriente, da cui si ricevevano i vescovi. Si adottò, al più tardi nel VII secolo, il suo rito liturgico siriaco orientale con l'Anafora di Addai e Mari.
La Chiesa d'Oriente in India fu inserita inizialmente nella giurisdizione del metropolita della Regione di Fars. Nel 650 circa il Patriarca Ishoʿyahb III (649–660) consolidò la preminenza della Chiesa d'Oriente sulla Chiesa di san Tommaso istituendo la provincia ecclesiastica dell'India, una delle grandi province esterne (cioè lontane e non confinanti col territorio centrale) della Chiesa d'Oriente. Da quel momento la Provincia dell'India fu guidata da un vescovo metropolita, proveniente dalla Persia, recante il titolo di Vescovo metropolita della Sede di San Tommaso e di tutta la Chiesa cristiana dell'India. La sede metropolitana fu posta probabilmente a Cranganore (o forse Mylapore), dove si trovava il santuario di san Tommaso.
Nell'VIII secolo il Patriarca Timoteo I (780 –823 circa) riservò al patriarca l'ordinazione del metropolita dell'India. Occupava la decima posizione nella gerarchia di tale Chiesa e portava il titolo di «Metropolita di tutta l'India». Ma, come gli altri vescovi inviati in India, non parlava la lingua locale. Il potere era esercitato nei fatti da un sacerdote nativo dell'India, che aveva il titolo di «Arcidiacono di tutta l'India». Egli aveva autorità sul clero e deteneva anche un forte potere temporale. La carica di arcidiacono ebbe un significato diverso in India rispetto al resto delle chiese orientali o di altre Chiese cristiane: vi era un arcidiacono in tutta la regione, anche quando l'India ebbe diverse diocesi (cioè diversi vescovi). Timoteo I definì l'Arcidiacono dell'India "capo dei fedeli in India", a conferma del rango elevato che conferì tale carica, almeno in quel periodo. La carica di Arcidiacono dell'India fu per secoli ereditaria; appartenne alla famiglia Pakalomattam, che sostenne di avere un collegamento privilegiato o diretto con Tommaso Apostolo..
Tra l'VIII secolo e il IX secolo i governanti del Malabar, in segno di apprezzamento per i loro servigi, concessero ai cristiani di san Tommaso vari diritti e privilegi. Incisi su lastre di rame, si tratta di tre decreti conosciuti come Cheppeds ("garanzie" o "privilegi reali") :
1. Decreto di Iravi Corttan: Nel 774 Sri Vira Raghava Chakravarti conferì diritti con un atto formale a Iravi Corttan (Eravi Karthan) di Mahadevarpattanam. Due famiglie di Bramini furono testimoni di questo atto (ciò dimostra che i bramini erano già nel Malabar a quel tempo);
2. Decreto Tharissa Palli I: Perumal Sthanu Ravi Gupta (844-885) concesse diritti con un atto formale nell'849 a Isodatta Virai per (la chiesa) Tharissa Palli a Curakkeni Kollam. Secondo gli storici, questo fu il primo atto formale nella storia del Malabar che riporta una data certa.[19];
3. Decreto Tharissa Palli II: continuazione di quello sopra, è datato dopo l'849.

Queste piastre di rame elencano diritti assegnati alla comunità da parte dei governanti del tempo. Hanno influenzato lo sviluppo della struttura sociale nel Malabar con privilegi, diritti, e regole per le comunità. Oggi sono considerati tra i più importanti documenti giuridici nella storia del Malabar.
Nel XIV secolo la Chiesa d'Oriente conobbe una gravissima crisi a causa dell'invasione della Mesopotamia di Tamerlano. I contatti con l'India furono recisi completamente. La chiesa madre cessò di nominare un vescovo metropolita per l'India per diverse generazioni. Il ruolo di vertice ecclesiastico della chiesa indiana fu rivestito dall'arcidiacono. Tale situazione perdurò fino alla fine del XV secolo. Nel 1491 l'arcidiacono mandò degli inviati al Patriarca della Chiesa d'Oriente, così come al Papa della Chiesa ortodossa copta e al patriarca della Chiesa ortodossa siriaca (Antiochia), con la richiesta di un nuovo vescovo per l'India. Il Patriarca della Chiesa d'Oriente Shemʿon IV Basidi rispose consacrando due vescovi, Thoma e Yuhanon, inviandoli in missione in India. Questi vescovi aiutarono a ricostruire la gerarchia ecclesiastica e a ristabilire i legami fraterni con il patriarcato, ma gli anni di separazione avevano fortemente influenzato la struttura della Chiesa indiana. Anche se ricevuto col massimo rispetto, il nuovo metropolita fu trattato come un ospite nella propria diocesi; l'arcidiacono si era saldamente affermato come il vero detentore del potere nella comunità cristiana dell'India .

## Scissione del XVII secolo
I cristiani di san Tommaso formarono una comunità unita fino al diciassettesimo secolo. All'arrivo nel 1498 dei portoghesi sotto Vasco da Gama le reciproche relazioni con questi cristiani latini furono all'inizio molto amichevoli.
Nei territori caduti sotto il dominio portoghese i nuovi convertiti alla fede cristiana seguivano le usanze della Chiesa latina, mentre nel Malabar i cristiani di san Tommaso continuavano a seguire il loro antico rito. Per portare tutti i cristiani sotto l'egida della Chiesa cattolica i portoghesi fondarono il reale Padroado, una serie di trattati e decreti con i quali la Santa Sede conferì al governo portoghese determinati poteri in materia ecclesiastica nei territori stranieri conquistati. Nel 1533 fu creata in India, con sede a Goa, una diocesi retta da un vescovo latino ma posta sotto il Patriarcato di Babilonia dei Caldei creato nello stesso anno 1533 per la Chiesa cattolica di rito caldeo. Nel 1558 la diocesi di Goa fu elevata al rango di arcidiocesi metropolitana e nel 1565 Papa Pio IV, separò la Chiesa cattolica in India dal patriarcato caldeo. Nel 1572 Goa fu dichiarata sede primaziale dell'Oriente. I patriarchi caldei continuavano ad inviare vescovi per i cristiani nativi del Malabar, ma alla morte nel 1597 di Mar Abraham, l'ultimo di questi, i portoghesi proibirono ai successori di arrivare.
Nel XVI secolo la Chiesa d'Oriente subì gravi persecuzioni dai Turchi ottomani, che fecero declinare la sede metropolitana della Chiesa d'Oriente, lasciando gli indiani privi di collegamenti con essa. Nel 1552 morì il metropolita d'Oriente Mar Jacob. Dopo la sua morte uno scisma nella Chiesa d'Oriente portò alla formazione di due patriarcati rivali, uno dei quali entrò in comunione con la Chiesa cattolica, mentre l'altro rimase "nestoriano". Successivamente, i due Patriarchi inviarono propri vescovi in India, ma i Portoghesi furono sempre in grado di condizionare i nuovi arrivati, oppure di convertirli al cattolicesimo. Nel 1575 il Padroado dispose che nessun Patriarca potesse più nominare prelati per la comunità senza il consenso portoghese, tagliando così il legame secolare tra i Cristiani di San Tommaso e la gerarchia della Chiesa d'Oriente.
Due anni dopo la morte del vescovo mesopotamico Mar Abraham, il sinodo di Diamper dei cristiani di san Tommaso fu aperto il 20 giugno 1599 a Udayamperur. Lo convocò l'ancora nuovo arcivescovo di Goa Aleixo de Menezes, arcivescovo più tardi della sede primaziale portoghese di Braga e dal 1612 al 1615 anche viceré di Portogallo. L'assemblea accettò una certa latinizzazione dei loro usi, ma conservò la propria liturgia, l'Anafora di Addai e Mari, quella del rito caldeo in lingua siriaca, soltanto aggiungendovi la narrazione dell'Ultima Cena. La conservazione della tradizionale liturgia siriaca orientale è stata qualificata come "una notevole vittoria" dei cristiani di san Tommaso. Però il 20 dicembre dello stesso anno 1599 la sede di Angamaly, che era quella del defunto Mar Abraham, venne retrocessa al ruolo di semplice diocesi suffraganea di Goa e fu affidata ad un gesuita europeo.
Mezzo secolo più tardi, nel 1653, nel contesto di un conflitto fra Francisco Garcia Mendes, nuovo arcivescovo di Cranganore, che voleva esercitare il governo episcopale come in Europa, e l'arcidiacono Thomas Parampil, che voleva ritenere i tradizionali ampi poteri del suo ufficio, circa 25.000 cristiani locali, sotto la guida dell'arcidiacono, si riunirono a Mattancherry e, intorno alla കൂനൻ കുരിശു (Croce di Coonan), giurarono di non accettare mai dei vescovi gesuiti. Pochi mesi più tardi, senza partecipazione di alcun vescovo, dodici presbiteri conferirono una consacrazione episcopale all'arcidiacono, in seguito denominato dai suoi seguaci Mar Thoma. Questo passo gli è stato suggerito da un personaggio chiamato Ahatallah che si era presentato ai cristiani di san Tommaso come vicario del Papa.
In considerazione di tale situazione e dell'ostilità della popolazione verso i gesuiti, Papa Alessandro VII (1655-1667) inviò nel Malabar come Delegato/Commissario Apostolico il carmelitano scalzo Giuseppe Maria Sebastiani, in religione Giuseppe di Santa Maria. Partito il 22 febbraio 1656, il Sebastiani arrivò nel gennaio dell'anno seguente in India, dove incontrò il confratello Matteo di San Giuseppe, noto botanico, medico e linguista, che ci si trovava già e che diventò suo compagno e collaboratore. Rimase otto mesi e alla fine ottenne la riconciliazione di un buon numero, circa un terzo dei dissidenti. Di ritorno a Roma nel gennaio 1568, fu ordinato vescovo e nominato vicario apostolico per i cristiani di san Tommaso. Tornato in India, riuscì a portare la proporzione dei riconciliati a circa due terzi dei cristiani di san Tommaso, mentre Mar Thoma conservò la fedeltà di un terzo.
L'8 gennaio 1663 avvenne la resa della guarnigione portoghese di Cochin alla Compagnia olandese delle Indie orientali, e i cristiani di san Tommaso passarono dal dominio dei portoghesi cattolici a quello degli olandesi protestanti, che espulsero i religiosi cattolici europei. In vista della mancanza di candidati europei, monsignor Sebastiani amministrò la consacrazione episcopale al sacerdote malabarese Chandy Alessandro Parampil, eletto dagli altri capi delle chiese fedeli a Roma. Questi, che era cugino di Mar Thoma, divenne così il primo dei cristiani di san Tommaso ad essere regolarmente ordinato vescovo, visto che per tradizione essi dipendevano interamente dalla Chiesa d'Oriente in Mesopotamia per ricevere vescovi; inoltre la consacrazione di Mar Thoma, era avvenuta per le mani di presbiteri, non di un vescovo.
Espulsi gli altri missionari cattolici, rimase Padre Matteo di San Giuseppe, che collaborò con il governatore olandese Hendrik van Rheede nella produzione della famosa opera Hortus Malabaricus, di cui il governatore era redattore, e contribuì a rendere più mite l'atteggiamento delle autorità olandesi nei riguardi di missionari cattolici, che dovevano fare fronte con le nuove norme sull'immigrazione: dal 1675 era consentita la presenza di pochissimi missionari cattolici.

Evoluzione storica delle chiese cristiane del Kerala.

Nel 1665 arrivò a bordo una nave olandese Mar Gregorios Abdul Jaleel, un vescovo inviato dal Patriarca siro-ortodosso di Antiochia. I cristiani di san Tommaso rimasti sotto la guida dell'Arcidiacono lo accolsero con favore. Anche se egli accettò di celebrare la loro liturgia tradizionale, mise i suoi fedeli in relazione con il patriarca di Antiochia, dando origine alla Chiesa malankarese, che usa la Liturgia di san Giacomo, mentre la Chiesa cattolica siro-malabarese continua ad usare l'Anafora di Addai e Mari. Da allora la Chiesa cristiana sorta con il «Giuramento della Croce pendente» pratica il rito siriaco occidentale invece di quello tradizionale dei cristiani di san Tommaso (rito caldeo).
I cristiani di san Tommaso risultarono così divisi in due partiti, od obbedienze: quello antico o storico, noto come Pazhayakuttukar o Pazhayakoor, in comunione con Roma e quello nuovo, noto come Puttankuttukar o Puthenkoor, di Mar Thoma, che entrò in comunione con il Patriarca siro-occidentale di Antiochia.

## La "nuova obbedienza" (Pazhayakuttukar)

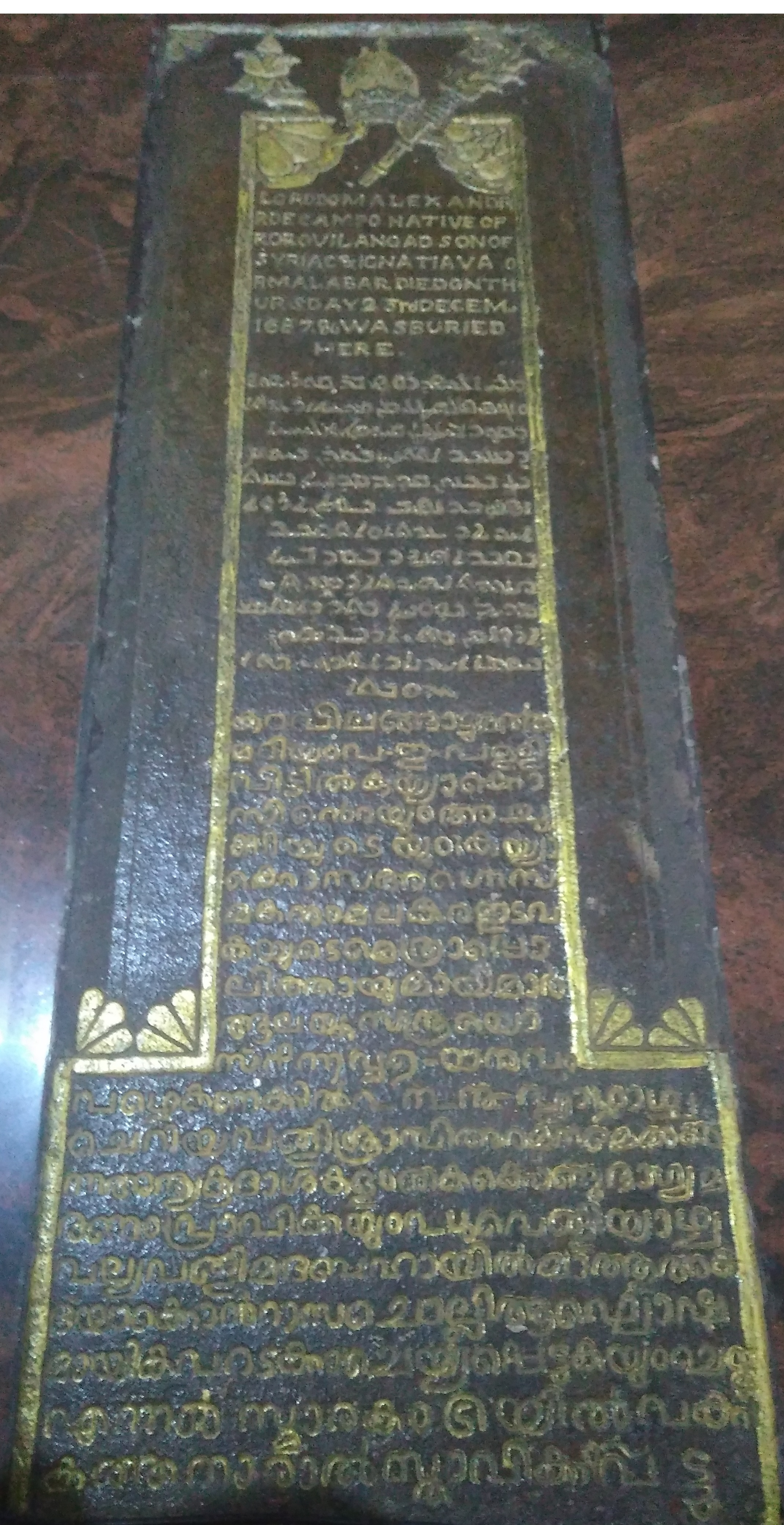
Tomba di Chandy Parampil, con iscrizione in inglese, siriaco e malayalam

Il vicario apostolico Chandy Parampil governò con buoni risultati i cristiani di san Tommaso che mantenevano il legame con Roma. Nel 1674, in considerazione della sua età avanzata, chiese che gli fosse nominato un coadiutore e propose il nome di un suo nipote. Nel 1675 Roma inviò quattro carmelitani in India con autorità di scegliere un indiano come futuro vescovo e successore di Chandy. Fu nominato il sacerdote di padre portoghese e di rito latino Raffaelo de Figueredo Salgado. Il nuovo vescovo entrò in conflitto con Chandy, con i cristiani di san Tommaso e con i carmelitani, che ottennero che fosse sospeso nel 1684.
La risultante situazione aumentò il desiderio generale dei cristiani di san Tommaso in comunione con Roma di non essere più governati da vescovi latini. Tra il 1861 e il 1862 il vescovo mesopotamico Rokos, inviato dal patriarca caldeo Yosep VI Audo (1848-1878), che voleva ripristinare l'antica consuetudine di inviare vescovi ai cristiani di san Tommaso, esercitò nel Malabar un ministero episcopale ma dovette tornare in patria.
Un decennio più tardi, nel 1874, arrivò, inviato dallo stesso patriarca caldeo, il vescovo Mar Elia Mellus. Con una lettera in data 30 ottobre dello stesso anno egli raccomandò a tutte le comunità di rito siriaco di dipendere dal patriarca e non più dalla gerarchia latina e con un'ulteriore circolare del 7 febbraio 1875 distribuì una versione in lingua malayalam di un supposto breve apostolico con cui il papa avrebbe riconosciuto l'autorità del patriarca caldeo sui cristiani malabaresi. I suoi sforzi ebbero scarso risultato nel vicariato apostolico di Verapoly retto da un carmelitano, ma ottennero più appoggio fra quei cristiani di san Tommaso che erano soggetti all'arcidiocesi di Cranganore. Fra quelli di cui nella sua sede a Thrissur ricevette l'adesione c'erano quattro comunità quasi intere. Ordinò una cinquantina di nuovi sacerdoti e ottenne dal patriarca l'invio a Malabar di un secondo vescovo. Il papa Pio IX intervenne personalmente con l'enciclica Quae in patriarchatu del 1º settembre 1876, in seguito alla quale il patriarca caldeo si sottomise il 1º marzo 1877 e richiamò Mellus. Questi però rimase in India fino al 1882 e poi continuava ancora ad inviare lettere di incoraggiamento ai suoi seguaci. Si è finalmente riconciliato con la Chiesa cattolica nel 1899. Nel 1907–1908 quei cristiani di san Tommaso che si erano aggruppati intorno a lui, ridotti ormai a un po' più di 8.000 (da circa 24.000 nel 1877), si sono uniti alla Chiesa assira d'Oriente, di cui fanno quella parte che si chiama Chiesa siro-caldea d'Oriente. Mar Thoma Darmo inviato dalla Chiesa assira a questo gruppo nel 1952 divenne nel 1968 il primo patriarca dell'Antica Chiesa d'Oriente, che si separò dalla Chiesa assira.
L'11 agosto 1896, avvenne la nomina di cristiani di san Tommaso come capi di tre vicariati apostolici, che nel 1911 divennero quattro. Per la prima volta dopo la morte di Chandy Parampil, i cristiani cattolici di san Tommaso erano governati da membri della propria comunità. Il 21 dicembre 1923, i vicariati apostolici sono stati elevati al rango di diocesi (Ernakulam al rango di arcidiocesi metropolitana), circoscrizioni ecclesiastiche rette non più da vescovi titolari ma da vescovi delle stesse sedi da loro governate. Nel 1992 poi la chiesa sui iuris dei siro-malabaresi fu elevata al rango di Chiesa arcivescovile maggiore, equivalente ad un patriarcato. I suoi fedeli sono sei o sette volte più numerosi di quelli della Chiesa cattolica caldea, la chiesa madre sotto la cui giurisdizione si domandava di essere posti a metà del secolo XIX.
L'uso dell'aggettivo "siri" per distinguere dai cattolici latini dell'India i cristiani di san Tommaso (a motivo della loro liturgia di origine siro orientale) appare già nel XVI secolo. Molti di essi ora preferiscono essere chiamati non siro-malabaresi ma semplicemente malabaresi.

## La "vecchia obbedienza" (Puttankuttukar)

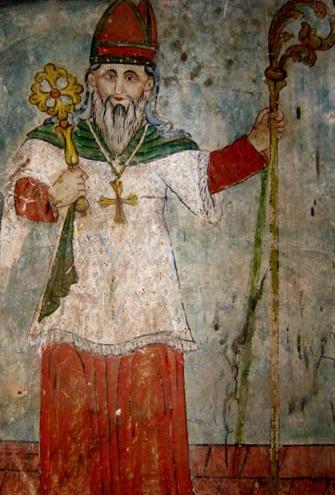
Dipinto murale di

Quei cristiani di san Tommaso che, dopo il Giuramento della Croce Pendente, perseverarono nella fedeltà all'arcidiacono Thomas Parampil, diventato Mar Thoma, e che per mezzo del vescovo Mar Gabriel Abdul Jaleel, presule non in comunione con il papa della Chiesa cattolica, si unirono al patriarca della Chiesa ortodossa siriaca, costituivano l'allora unica Chiesa malankarese. Adottarono la teologia miafisita e la liturgia del rito siriaco occidentale.
Nel periodo durante il quale l'India fu colonia britannica, l'anglicanesimo fece proseliti in questa unica Chiesa malankarese. Il patriarca siriaco, al quale gli ortodossi indiani chiesero assistenza, visitò il Malabar e nel 1876 tenne un sinodo nel quale prese la Chiesa malankarese sotto la sua diretta giurisdizione. Una certa resistenza interna culminò nel 1912 in una dichiarazione di autocefalia della chiesa indiana facente capo a un catholicos. La chiesa malankarese si divise in due fazioni, a favore l'una (che ora si chiama in italiano la Chiesa ortodossa siriaca del Malankara) dell'autocefalia, l'altra (in italiano la Chiesa cristiana siriaca giacobita) del patriarca. Con verdetti del 1958 e del 1995 la Corte Suprema Indiana dichiarò che la chiesa è unica, che il patriarca ha l'autorità suprema spirituale, e che il catholicos autocefalo ha l'autorità sulle parrocchie e sui beni temporali. Le due fazioni-chiese si unirono nel 1958 ma si divisero di nuovo nel 1972.
Il 20 settembre 1930, il vescovo malankarese Mar Ivanios insieme a un altro vescovo e alcuni religiosi e fedeli chiesero ed ottennero la comunione con la Chiesa cattolica. Ai due vescovi furono assegnati ordinariati nel Kerala, ma in vista del gran numero di malankaresi ortodossi che seguirono i loro passi furono erette nel 1932 due più vaste eparchie, delle quali una metropolitana, costituendo così la Chiesa cattolica siro-malankarese. Seguì un continuo rapido aumento del numero di fedeli e conseguentemente di circoscrizioni ecclesiastiche, e questa chiesa fu elevata il 10 febbraio 2005 al rango di Chiesa arcivescovile maggiore.
Già nel XVIII secolo c'è stata una defezione collettiva dalla Chiesa malankarese. Un vescovo siro, scontento per l'atteggiamento dell'allora vescovo capo della Chiesa malankarese Dionisio, consacrò un altro vescovo malankarese che prese il nome di Mar Cirillo. Questi non riuscì ad imporsi e con alcuni seguaci si ritirò fuori del territorio del potere politico che proteggeva Dionisio al villaggio di Thozhiyur, che diventò sede di una chiesa la cui indipendenza fu dichiarata da un tribunale civile nel 1862 e che da allora si chiama la Chiesa siriaca indipendente del Malabar. All'inizio del XX secolo, la decisione di un vescovo eletto di questo gruppo di farsi consacrare dalla Chiesa siro-malankarese Mar Thoma (di influsso anglicano) fu causa di una rottura con le altre chiese ortodosse.
Dopo la conquista britannica dell'India, alcuni missionari anglicani, che volevano che i malankaresi fossero loro alleati per contrastare l'influsso della Chiesa cattolica, presero contatto con gli ortodossi malankaresi, di cui cercavano di purificare la chiesa da pratiche non protestanti quali la preghiera per i defunti, la venerazione dei santi e la confessione auricolare. Come reazione, un sinodo malankarese tenuto nel 1836 professò fedeltà al patriarca di Antiochia e alla fede ortodossa dei cristiani siri e rigettò gli insegnamenti dei missionari anglicani. Però le idee da questi trasmesse ispirarono un movimento di riforma di tipo protestante nella Chiesa malankarese, che con il tempo acquistò forza. Nel 1889, un tribunale civile respinse le pretese di un vescovo riformista scomunicato dal patriarca e sentenziò che la Chiesa malankarese dipendeva dal patriarca antiocheno. I riformisti poi istituirono la Chiesa siro-malankarese Mar Thoma.
A metà del XX secolo, in questa Chiesa Mar Thoma, sorta come movimento riformista, sorse un movimento interno riformista che considerava redolenti dell'ortodossia siro-occidentale diversi elementi della sua teologia e della sua prassi. I partecipanti di questo movimento furono scomunicati e poi, fatto invano appello a un tribunale civile contro tale misura, fondarono nel 1961 la Chiesa evangelica di San Tommaso.

## Attuale ripartizione dei cristiani di san Tommaso
- Chiesa cattolica
  - Chiesa cattolica siro-malabarese: 2.345.911 fedeli in Kerala (censimento 2011)[69]
  - Chiesa cattolica siro-malankarese: 465.207 fedeli in Kerala (censimento 2011)[69]
- Di teologia miafisita
  - Chiesa ortodossa siriaca del Malankara: 493.858 fedeli in Kerala (censimento 2011)[69]
  - Chiesa cristiana siriaca giacobita: 482.762 fedeli in Kerala (censimento 2011)[69]
  - Chiesa siriaca indipendente del Malabar
- Di teologia protestante
  - Chiesa siro-malankarese Mar Thoma: 405.089 fedeli in Kerala (censimento 2011)[69]
  - Chiesa evangelica di San Tommaso

Nel censimento 2011 dello stato indiano del Kerala i cristiani costituivano il 18,4% della popolazione totale. Dei cristiani il 38,2% erano siro-malabaresi, il 7,6% siro-malankaresi cattolici, il 15,2% latini (dunque i cattolici in totale erano il 59,0%); l'8,0% erano malankaresi ortodossi, il 7,9% siro-malankaresi ortodossi, il 6,6% della Chiesa Mar Thoma, il 4,5% della Chiesa dell'India del Sud, il 2,6% cristiani dalit, il 3,6% pentecostali, e il 5,9% di altri gruppi cristiani.
Secondo le informazioni fornite da esse stesse al Consiglio Mondiale delle Chiese, la Chiesa ortodossa siriaca del Malankara ha 2.000.000 fedeli, la Chiesa siro-malankarese Mar Thoma 1.061.940.
I dati raccolti dalle diverse circoscrizioni ecclesiastiche cattoliche nel 2017 danno come numero totale dei fedeli della Chiesa cattolica siro-malabarese (anche fuori del Kerala e dell'India) 4.251.399, e per la Chiesa cattolica siro-malankarese 458.015.
| Nº | Nome                                   | Fedeli nel 2011 | Fondazione in India | Comunione                                               | Rito                                                      | Sede in India                                                   | Vertice                                                 | Note                     |
| -- | -------------------------------------- | --------------- | ------------------- | ------------------------------------------------------- | --------------------------------------------------------- | --------------------------------------------------------------- | ------------------------------------------------------- | ------------------------ |
| 1  | Chiesa cattolica siro-malabarese       | 2.345.911       | 52/1653             | Chiesa cattolica                                        | rito siriaco orientale o caldeo                           | Ernakulam (Cochin, Kochi), Kerala                               | George Alencherry (Arcivescovo maggiore)                | Cristiani di san Tommaso |
| 2  | Chiesa cattolica siro-malankarese      | 482.762         | 52/1930             | Chiesa cattolica                                        | rito siriaco occidentale                                  | Thiruvananthapuram (Trivandrum, nel Kerala)                     | Arcivescovo maggiore cardinale Isaac Cleemis Thottunkal | Cristiani di san Tommaso |
| 3  | Chiesa latina in India                 | 932.733         | 1498                | Chiesa cattolica                                        | Rito romano                                               | Arcidiocesi di Verapoly a Ernakulam (Cochin, Kochi, nel Kerala) | Arcivescovo Joseph Kalathiparambil                      |                          |
| 4  | Chiesa cristiana siriaca giacobita     | 482.762         | 52/1653/1912        | Chiesa ortodossa siriaca di Antiochia                   | rito siriaco occidentale                                  | Puthencruz a Kochi (Kerala)                                     | Mar Baselios Thomas I                                   | Cristiani di san Tommaso |
| 5  | Chiesa ortodossa siriaca del Malankara | 493.858         | 52/1653/1912        | Chiese orientali antiche                                | rito siriaco occidentale                                  | Kottayam (Kerala)                                               | Baselios Mar Thoma Paulose II                           | Cristiani di san Tommaso |
| 6  | Chiesa siro-malankarese Mar Thoma      | 405.089         | 52/1889             | Chiesa anglicana                                        | rito siriaco occidentale                                  | Thiruvalla (Kerala)                                             | Joseph Mar Thoma                                        | Cristiani di san Tommaso |
| 7  | Chiesa dell'India del Sud              | 274.255         | 1947                | Anglicani, Congregazionalisti, Metodisti, Presbiteriani | Rito anglicano                                            | Chennai (Tamil Nadu)                                            | Thomas K Oommen                                         |                          |
| 8  | Chiesa di Dio Pentecostale Indiana     | 213.806         | 1924                |                                                         | Nessuna liturgia formale (vedi culto del Pentecostalismo) | Kumbanad (Kerala)                                               |                                                         | Chiesa Pentecostale      |
| 9  | Chiesa evangelica di San Tommaso       | meno di 100.000 | 52/1961             | Chiese riformate                                        | rito siriaco occidentale                                  | Thiruvalla, Kerala                                              | Vescovo C. V. Mathew                                    | Cristiani di san Tommaso |
| 10 | Chiesa siro-caldea d'Oriente           | meno di 30.000  | 52/1908             | Chiesa assira d'Oriente                                 | rito siriaco orientale o caldeo                           | Thrissur (Kerala)                                               | Mar Aprem Mooken, Metropolita dell'India                | Cristiani di san Tommaso |
| 11 | Chiesa siro-malabarese indipendente    | meno di 10.000  | 52/1771             | Chiesa anglicana                                        | rito siriaco occidentale                                  | Thozhiyur (Kerala)                                              | Metropolita Cyril Mar Basilius I                        | Cristiani di san Tommaso |